# Mario Tomy
Mario Tomy (all'anagrafe  Tomì) (Thiene, 7 novembre 1943) è un ex calciatore italiano, di ruolo attaccante.

## Carriera
Vanta 14 presenze e una rete in Serie A e 2 presenze in Coppa delle Alpi.

## Palmarès

### Club

#### Competizioni nazionali
- Serie C: 2

Reggiana: 1963-1964
Brindisi: 1971-1972

#### Competizioni internazionali

Tomy con la maglia della Lazio.

- Coppa delle Alpi: 1

Lazio: 1971